# Saint-Vallier (Charente)
Saint-Vallier és un municipi francès situat al departament del Charente i a la regió de la Nova Aquitània. L'any 2019 tenia 136 habitants. Es troba en una zona de terra argilosa, regada per un xarxa de rierols dels quals els principals són el Palais la Laine i el Poussonne, que fan part de la conca del Dordonya.

## Demografia
El 2007 Saint-Vallier encara tenia 152 habitants. Hi havia aleshores 72 famílies i 101 habitatges, 72 habitatges principals, 15 segones residències i 14 desocupats.

## Economia
El 2007 la població en edat de treballar era de 81 persones de les quals 54 eren actives. El 2009 hi havia 69 unitats fiscals que integraven 146,5 persones, la mediana anual d'ingressos fiscals per persona era de 12.636 €.
Dels set establiments que hi havia el 2007, hi havia una empresa de construcció, 1 una empresa de comerç i reparació d'automòbils, una empresa d'hostatgeria i restauració, una empresa immobiliària, una empresa de serveis, una entitat de l'administració pública i una empresa classificada com a «altres activitats de serveis».
L'any 2000 hi havia setze explotacions agrícoles que conreaven un total de 470 hectàrees.